# Logan Whitehurst
Logan Anthony Whitehurst , född 15 november 1977 i USA, död 3 december 2006 i Kalifornien, var en amerikansk musiker. Hans karriär började när han gick med i bandet Little Tin Frog som trummis, från 1995 fram till 2000, men han är mest känd som en av grundarna av bandet The Velvet Teen, samt som soloartist under namnet Logan Whitehurst and the Junior Science Club. På Whitehursts soloalbum spelade han trummor, keyboard, gitarr, piano och concertina.
Whitehursts musik har jämförts med banden They Might Be Giants och Flight of the Conchords.
Han gjorde omslagen för flera album, till exempel för sin systers band Tsunami Bomb, samt andra band som Dynamite Bomb, Little Tin Frog, The Velvet Teen, 20 Minute Loop, Go Time, Shut Up Donny och Santiago.
På webbplatsen Mp3.com släpptes 1997 låtar som Whitehurst hade gjort. Av Whitehursts sex soloalbum var de fem första albumen släppta på Mp3.com.
Från och med november 2003 kämpade Whitehurst mot trötthet, huvudvärk, yrsel och magsjukdom. Det upptäcktes i maj 2004 att sjukdomarna han led av var på grund av en hjärntumör. Eftersom Whitehurst ville fokusera på att återhämta sig lämnade han The Velvet Teen, och tog en paus från sin solokarriär. I ungefär ett och ett halvt år tillbringade Whitehurst sin tid med att få behandlingar för sin hjärntumör. Han avled den 3 december 2006 i sitt hem i Los Banos, Kalifornien.

## Diskografi
Studioalbum
- 1997 – Outsmartin' the Popos
- 1998 – I Would Be a Biggest Octopus
- 1999 – How Does an Electrostatic Motor Work?
- 2000 – Earth Is Big
- 2003 – Goodbye, My 4-Track
- 2006 – Very Tiny Songs

EP
- 1999 – Denture/Doorknob
- 2003 – Mini Album of Luv